# Paul MacLean (hockey sur glace)
Pour les articles homonymes, voir Paul MacLean et Maclean.
Paul Andrew MacLean (né le 9 mars 1958 à Grostenquin en France) est un joueur professionnel et un entraîneur canadien de hockey sur glace.
Membre de la sélection canadienne pour les Jeux olympiques de 1980, il passe ensuite dix saisons en Ligue nationale de hockey (LNH), portant les couleurs des Blues de Saint-Louis, des Jets de Winnipeg et des Red Wings de Détroit.
Une fois sa carrière de joueur terminée, il devient entraîneur au sein de ligues mineures. À partir de 2002, il est l'adjoint de Mike Babcock pour les Mighty Ducks d'Anaheim puis les Red Wings, remportant avec ces derniers la Coupe Stanley en 2008. De juin 2011 à décembre 2014, il est l'entraîneur-chef des Sénateurs d'Ottawa. En 2013, il reçoit le trophée Jack-Adams du meilleur entraîneur de la LNH.
Son fils A.J. est également un joueur professionnel de hockey sur glace.

## Biographie

### Jeunesse
Paul MacLean est né le 9 mars 1958 à Grostenquin en France où son père, un soldat des Forces canadiennes, y est basé. Alors que le jeune Paul est âgé de deux ans, sa famille rentre au Canada. Il vit et apprend le hockey à Coldwater (Alberta), Chatham (Nouveau-Brunswick) et Antigonish (Nouvelle-Écosse).

### Carrière de joueur
Paul MacLean fait l'essentiel de son hockey junior au sein de ligues secondaires. En 1977, il joint les Olympiques de Hull de la Ligue de hockey junior majeur du Québec. Auteur d'une carrière junior solide, il est sélectionné l'année suivante par les Blues de Saint-Louis en septième ronde du repêchage amateur de la Ligue nationale de hockey (LNH). Ne perçant pas immédiatement, il décide d'aller étudier à Université Dalhousie où il joue pour l'équipe locale, les Tigers. Durant la saison 1979-1980, il s'entraine avec l'équipe du Canada et participe aux Jeux olympiques de Lake Placid où la sélection à la feuille d'érable termine sixième.
La saison suivante, il fait ses débuts professionnels avec les Golden Eagles de Salt Lake, une équipe affiliée aux Blues dans la Ligue centrale de hockey (LCH). Deuxième de la ligue, les Eagles se qualifient pour la finale et remporte la Coupe Adams en dominant le Wind de Wichita 4 victoires à 3. Cette même année, il fait ses premières apparitions dans la ligue majeure.
Durant l'été suivant, il est échangé aux Jets de Winnipeg dont il en devient un joueur clé. Durant son séjour dans le Manitoba, il évolue sur la même ligne que Dale Hawerchuk et inscrit régulièrement plus de 70 points par saison, réalisant sa meilleure performance en 1985 avec 101 points. Cette année-là, il est retenu pour le Match des étoiles. En 1984, il termine meilleur buteur de son équipe avec 40 buts. Durant cette période, il est également le représentant des joueurs de Winnipeg auprès de l'Association des joueurs de la Ligue nationale de hockey (NHLPA).
Envoyé aux Red Wings de Détroit en 1988, MacLean n'y reste que le temps d'une saison avant de retrouver les Blues. Associé à Rod Brind'Amour et Adam Oates, il fait une saison 1989-1990 solide. Au cours de l'édition suivante, il est forcé de mettre un terme à sa carrière en raison d'un déchirement du cartilage costal.

### Carrière d'entraîneur
Recruteur pour les Blues depuis 1991, Paul MacLean est nommé deux ans plus tard entraîneur-chef des Rivermen de Peoria de la Ligue internationale de hockey (LIH), l'une des équipes affiliées à Saint-Louis. Pour sa première année dans ses nouvelles fonctions, il mène son équipe vers un titre de division ce qui lui vaut d'être nommé entraîneur de l'année dans les ligues mineures par la revue The Hockey News. Les Rivermen sont cependant éliminés dès la première ronde des séries éliminatoires. MacLean continiue de diriger l'équipe de Peoria deux saisons supplémentaires, la menant vers deux qualifications pour les séries et un second titre de division,.
Le 23 juillet 1997, il devient l'assistant de Don Hay pour les Coyotes de Phoenix de la LNH, la franchise venant d'être relocalisée depuis Winnipeg. Il ne reste dans l'Arizona que le temps d'une édition. Peu de temps avant le début de l'exercice 1997-1998, MacLean est nommé entraîneur-chef des Blades de Kansas City de la LIH. Durant les trois années sous sa direction, l'équipe se qualifie pour les séries à deux reprises. En 2000, il prend les rênes des Mallards de Quad City de la United Hockey League (UHL). Premier de leur division, les Mallards éliminent tour à tour le Fury de Muskegon et les Komets de Fort Wayne avant de remporter la Coupe Coloniale face au Smoke d'Asheville. La saison suivante, MacLean et Quad City terminent de nouveau en tête de leur division mais sont éliminés en deuxième ronde des séries par Muskegon.
Le 11 juillet 2002, il est nommé l'adjoint de Mike Babcock pour les Mighty Ducks d'Anaheim. Au cours de la saison qui suit, les Ducks atteignent pour la première fois la finale de la Coupe Stanley mais s'inclinent face aux Devils du New Jersey 4 victoires à 3. L'édition suivante est plus difficile pour la franchise californienne qui manque les séries.
Après la saison 2004-2005 annulée en raison du lock-out, MacLean accompagne Babcock à Détroit où il vient d'être nommé à la tête des Red Wings. Vainqueur de la Division Centrale en 2006 et Saison 2006-2007 de la LNH, Hockeytown s'impose une troisième fois consécutive l'année suivante avant d'atteindre la finale qu'elle remporte face aux Penguins de Pittsburgh en six parties. Comme le reste de l'équipe, MacLean a le droit de profiter de la Coupe Stanley pendant une journée et l'amène le 19 septembre à Antigonish en Nouvelle-Écosse. Pour l'édition 2008-2009, les Wings atteignent de nouveau pour la finale et retrouvent Pittsburgh, l'équipe de la Pennsylvanie l'emportant cette fois-ci. MacLean continue son travail à Détroit pendant deux années supplémentaires, l'équipe étant sortie en seconde ronde des séries à chaque reprise.
Le 14 juin 2011, MacLean est nommé entraîneur-chef des Sénateurs d'Ottawa. Il retrouve Bryan Murray comme directeur général, une position que celui-ci occupait lors du passage de MacLean à Anaheim. À l'issue de la saison 2012-2013, MacLean reçoit le trophée Jack-Adams du meilleur entraîneur de la ligue pour avoir su gérer un effectif marqué par les blessures et intégrer 14 recrues dans l'équipe, un record dans l'histoire de la LNH. Le 8 décembre 2014, il est limogé par les Sénateurs.

### Vie personnelle
Paul MacLean passe ses étés à Antigonish en Nouvelle-Écosse avec son épouse Sharon. Le couple a trois enfants : une fille, Erin, et deux fils, A.J. et David.
A.J. est un joueur professionnel de hockey sur glace devenu entraîneur. David est l'un des recruteurs des Coyotes de l'Arizona.

## Statistiques

### Joueur
Avec 248 buts et 270 aides pour un total de 518 points, Paul MacLean est le troisième joueur le plus offensif des Jets de Winnipeg au cours de leurs années en LNH, devancé par Hawerchuk et Thomas Steen dans chacun des classements.
| Saison     | Équipe                           | Ligue      |     | Saison régulière | Saison régulière | Saison régulière | Saison régulière | Saison régulière |    | Séries éliminatoires | Séries éliminatoires | Séries éliminatoires | Séries éliminatoires | Séries éliminatoires |
| Saison     | Équipe                           | Ligue      | PJ  | B                | A                | Pts              | Pun              | PJ               | B  | A                    | Pts                  | Pun                  |                      |                      |
| 1974-1975  | Bulldogs d'Antigonish            | MJrHL      |     |                  |                  |                  |                  |                  |    |                      |                      |                      |                      |                      |
| 1975-1976  | Braves de Brockville             | OHA-B      | 44  | 35               | 25               | 60               | 70               |                  |    |                      |                      |                      |                      |                      |
| 1976-1977  | Braves de Brockville             | OHA-B      | 52  | 37               | 29               | 66               | 63               |                  |    |                      |                      |                      |                      |                      |
| 1977-1978  | Olympiques de Hull               | LHJMQ      | 66  | 38               | 33               | 71               | 125              |                  |    |                      |                      |                      |                      |                      |
| 1978-1979  | Tigers de l'Université Dalhousie | SIC        | 18  | 12               | 17               | 29               | 71               |                  |    |                      |                      |                      |                      |                      |
| 1979-1980  | Canada                           | Équ. Nat.  | 50  | 21               | 11               | 32               | 90               |                  |    |                      |                      |                      |                      |                      |
| 1980-1981  | Golden Eagles de Salt Lake       | LCH        | 80  | 36               | 42               | 78               | 160              | 17               | 11 | 5                    | 16                   | 47                   |                      |                      |
| 1980-1981  | Blues de Saint-Louis             | LNH        | 1   | 0                | 0                | 0                | 0                | 1                | 0  | 0                    | 0                    | 0                    |                      |                      |
| 1981-1982  | Jets de Winnipeg                 | LNH        | 74  | 36               | 25               | 61               | 106              | 4                | 3  | 2                    | 5                    | 26                   |                      |                      |
| 1982-1983  | Jets de Winnipeg                 | LNH        | 80  | 32               | 44               | 76               | 121              | 3                | 1  | 2                    | 3                    | 6                    |                      |                      |
| 1983-1984  | Jets de Winnipeg                 | LNH        | 76  | 40               | 31               | 71               | 155              | 3                | 1  | 0                    | 1                    | 0                    |                      |                      |
| 1984-1985  | Jets de Winnipeg                 | LNH        | 79  | 41               | 60               | 101              | 119              | 8                | 3  | 4                    | 7                    | 4                    |                      |                      |
| 1985-1986  | Jets de Winnipeg                 | LNH        | 69  | 27               | 29               | 56               | 74               | 2                | 1  | 0                    | 1                    | 7                    |                      |                      |
| 1986-1987  | Jets de Winnipeg                 | LNH        | 72  | 32               | 42               | 74               | 75               | 10               | 5  | 2                    | 7                    | 16                   |                      |                      |
| 1987-1988  | Jets de Winnipeg                 | LNH        | 77  | 40               | 39               | 79               | 76               | 5                | 2  | 0                    | 2                    | 23                   |                      |                      |
| 1988-1989  | Red Wings de Détroit             | LNH        | 76  | 36               | 35               | 71               | 118              | 5                | 1  | 1                    | 2                    | 8                    |                      |                      |
| 1989-1990  | Blues de Saint-Louis             | LNH        | 78  | 34               | 33               | 67               | 100              | 12               | 4  | 3                    | 7                    | 20                   |                      |                      |
| 1990-1991  | Blues de Saint-Louis             | LNH        | 37  | 6                | 11               | 17               | 24               |                  |    |                      |                      |                      |                      |                      |
| Totaux LNH | Totaux LNH                       | Totaux LNH | 719 | 324              | 349              | 673              | 968              | 53               | 21 | 14                   | 35                   | 110                  |                      |                      |

| Année | Compétition     |   | PJ | B | A | Pts | Pun     |  | Résultat |
| 1980  | Jeux olympiques | 6 | 2  | 3 | 5 | 6   | Sixième |  |          |

### Entraîneur
| Saison    | Équipe                | Ligue |    | PJ | V  | D  | Pr   | % V                            |  | Séries éliminatoires |
| 1993-1994 | Rivermen de Peoria    | LIH   | 81 | 51 | 24 | 6  | 66,7 | Éliminé en première ronde      |  |                      |
| 1994-1995 | Rivermen de Peoria    | LIH   | 81 | 51 | 19 | 11 | 69,8 | Éliminé en seconde ronde       |  |                      |
| 1995-1996 | Rivermen de Peoria    | LIH   | 82 | 39 | 38 | 5  | 50,6 | Éliminé en seconde ronde       |  |                      |
| 1997-1998 | Blades de Kansas City | LIH   | 82 | 41 | 29 | 12 | 57,3 | Éliminé en seconde ronde       |  |                      |
| 1998-1999 | Blades de Kansas City | LIH   | 82 | 44 | 31 | 7  | 57,9 | Éliminé en première ronde      |  |                      |
| 1999-2000 | Blades de Kansas City | LIH   | 82 | 36 | 37 | 9  | 49,4 | Non qualifié                   |  |                      |
| 2000-2001 | Mallards de Quad City | UHL   | 74 | 55 | 12 | 7  | 79,1 | Champion de la Coupe Coloniale |  |                      |
| 2001-2002 | Mallards de Quad City | UHL   | 74 | 57 | 15 | 2  | 78,4 | Éliminé en seconde ronde       |  |                      |
| 2011-2012 | Sénateurs d'Ottawa    | LNH   | 82 | 41 | 31 | 10 | 56,1 | Éliminé en première ronde      |  |                      |
| 2012-2013 | Sénateurs d'Ottawa    | LNH   | 48 | 25 | 17 | 6  | 58,3 | Éliminé en seconde ronde       |  |                      |
| 2013-2014 | Sénateurs d'Ottawa    | LNH   | 82 | 37 | 31 | 14 | 53,7 | Non qualifié                   |  |                      |
| 2014-2015 | Sénateurs d'Ottawa    | LNH   | 27 | 11 | 11 | 5  | 50   | (Congédie)                     |  |                      |

## Trophées et honneurs personnels
- 1980-1981 : champion de la Coupe Adams avec les Golden Eagles de Salt Lake
- 1984-1985 : sélectionné pour le Match des étoiles de la LNH
- 1993-1994 : nommé par The Hockey News entraîneur de l'année dans les ligues mineures
- 2000-2001 : champion de la Coupe Coloniale avec les Mallards de Quad City
- 2007-2008 : champion de la coupe Stanley avec les Red Wings de Détroit, en tant qu'entraîneur-adjoint
- 2012-2013 : récipiendaire du trophée Jack-Adams du meilleur entraîneur de la LNH

## Transactions
- 15 juin 1978 : sélectionné par les Blues de Saint-Louis lors du repêchage amateur de la LNH (109e choix, septième ronde)
- 3 juillet 1981 : échangé aux Jets de Winnipeg par les Blues de Saint-Louis avec Bryan Maxwell et Ed Staniowski pour Scott Campbell et John Markell.
- 13 juin 1988 : échangé aux Red Wings de Détroit par les Jets de Winnipeg pour Brent Ashton.
- 15 juin 1989 : échangé aux Blues de Saint-Louis par les Red Wings de Détroit avec Adam Oates pour Bernie Federko et Tony McKegney.